# Kleiner Nickus
Der Kleine Nickus ist eine 488 Meter hohe Erhebung auf dem Gebiet der Gemeinde Sinntal im Staatsforst Altengronau 900 m südlich des Großen Nickus und zählt wie dieser zum Naturpark Hessischer Spessart, wird naturräumlich aber der Rhön zugerechnet. 150 m nördlich des bewaldeten Kleinen Nickus verläuft die L3141 von Oberzell im Osten nach Gundhelm im Nordwesten.